# 葉蓮娜·馬修克
葉蓮娜·瓦西爾葉弗娜·馬修克（俄语：Елена Васильевна Масюк，1966年1月24日—）是一位因為報道第一次車臣戰爭及第二次車臣戰爭而聞名的俄羅斯電視記者。

## 記者生涯
馬修克出生於阿拉木圖，莫斯科國立大學畢業並獲得新聞學學位。1994年起，她開始為獨立電視台NTV工作，並負責報道第一次車臣戰爭。後來，馬修克指出自己嘗試在報道中「顯示車臣一方的故事、給他們一個機會訴說自己的觀點、以及揭露戰爭對平民，甚至俄羅斯士兵有多麼的可怕」。這些報道使馬修克和NTV獲頒俄羅斯最高電視獎項。
馬修克為了其報道而曾經涉足車臣、阿富汗、伊朗、巴基斯坦和塔吉克斯坦。根據《華盛頓郵報》指出，「她的名字成了熱點新聞的代名詞」，而她的團隊則被稱為「最勇敢、最招搖、最專業的現場記者」。
於2004年，馬修克完成了一個由四段影片組成的紀錄片《友誼的特徵》，發掘中俄关系潛在的危險。儘管許多地方政府禁止大眾播放此紀錄片，但仍然有很多人民暗地裡觀看此紀錄片。

## 法律問題
在馬修克揭露關於車臣戰爭中俄羅斯的惡行後，副總理奧列格·索斯科韋茨試圖撤銷NTV電視台的廣播牌照以作報復。馬修克在布瓊諾夫斯克醫院人質危機發生後訪問車臣戰地指揮官沙米尔·巴萨耶夫，後亦被俄羅斯政府威脅起訴。總檢察署以《刑法》第189條（窩藏罪犯）及第190條（不舉報罪案）正式調查馬修克，但此調查卻因為總檢察長因腐敗辭職而不了了之。
俄罗斯自由民主党的創始人弗拉基米尔·日里诺夫斯基於1996年指出馬修克收取了車臣分裂分子的資金才作出這樣的報道。作為回應，馬修克控告日里诺夫斯基誹謗，並最終於1997年12月勝出訴訟案。法官命令日里诺夫斯基公開道歉並賠償馬修克5,000盧布的損失。
於1998年，馬修克因批評塔吉克斯坦的政府報告而被塔吉克斯坦外交部列為「不受歡迎人物」。

## 綁架事件
於1997年初，馬修克因被恐嚇而被拒絕前往車臣。但是，她說服了編輯讓她報道車臣首府格羅茲尼的一次集會及採訪叛軍指揮官薩爾曼·拉杜耶夫。於5月10日，當馬修克、攝影師伊利亞·穆迪烏科娃及錄音師德米特里·歐切夫從格羅茲尼返回印古什期間，六位蒙面武裝人員截下下他們的車。三名記者被迫乘坐另一輛汽車離開。
他們被囚禁了101天，而最後兩個月的囚禁地點只是一個山洞。在這段時間內，國際特赦組織開始一項推動釋放馬修克的運動，而保護記者委員會亦作出相同的行動。於8月18日，NTV支付了200萬美元的贖金，拯救了三人。
馬修克在事後認為綁架行為是戰術上愚蠢的，並指出「車臣去年為記者花了1,600萬美元，但他們失去了更多……他們在戰爭期間失去了記者們對政府的信心」。她補充說，其結果是在車臣形成「信息封鎖」。

## 獎勵和表彰
馬修克於內1995年被杜克大学稱為「媒體同伴」。在馬修克於1997年獲釋後不久，即獲保護記者委員會頒發国际新闻自由奖。